# حريق نيويورك العظيم

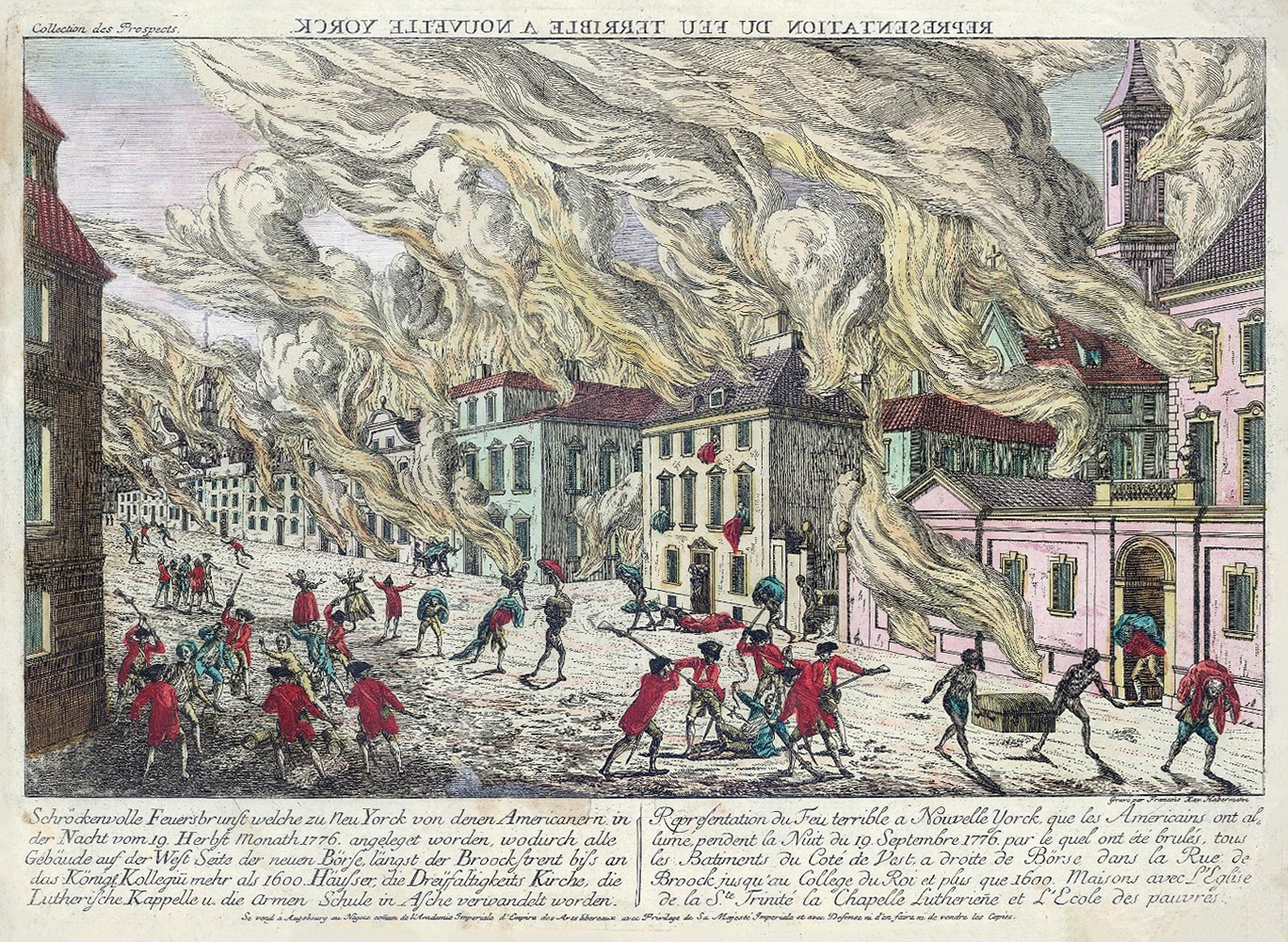
حريق نيويورك العظيم كما تخيله فنان معاصر، ونُشر عام 1776م

 حريق نيويورك العظيم هو حريق اندلع في مساء 21 سبتمبر 1776 في الجانب الغربي الواقع في الجزء الجنوبي من جزيرة منهاتن؛ ونتج عنه أن دمر من 400 إلى 1000 مبنى. وكان اندلاعه في الأيام الأولى من الاحتلال العسكري البريطاني للمدينة أثناء الحرب الثورية الأمريكية. دمر الحريق مانسبته 10% إلى 25% من المدينة، وبعض الأجزاء التي لم تحترق من الجزيرة كانت شبة محترقة أيضا لتأثرها بالحريق. افترض كثير من الناس أن واحد أو أكثر تعمد اشعال الحريق لمجموعة اسباب مختلفة، بينما اتهم القادة الثوار بالتظاهر في المدينة، وكثير من السكان افترضوا ان أحد الجانبين هو من بدأ الحريق. واستمرت اثار الحريق لمدة طويلة مع الاحتلال البريطاني للمدينة والذي لم ينتهِ حتى 1783.

## الخلفية

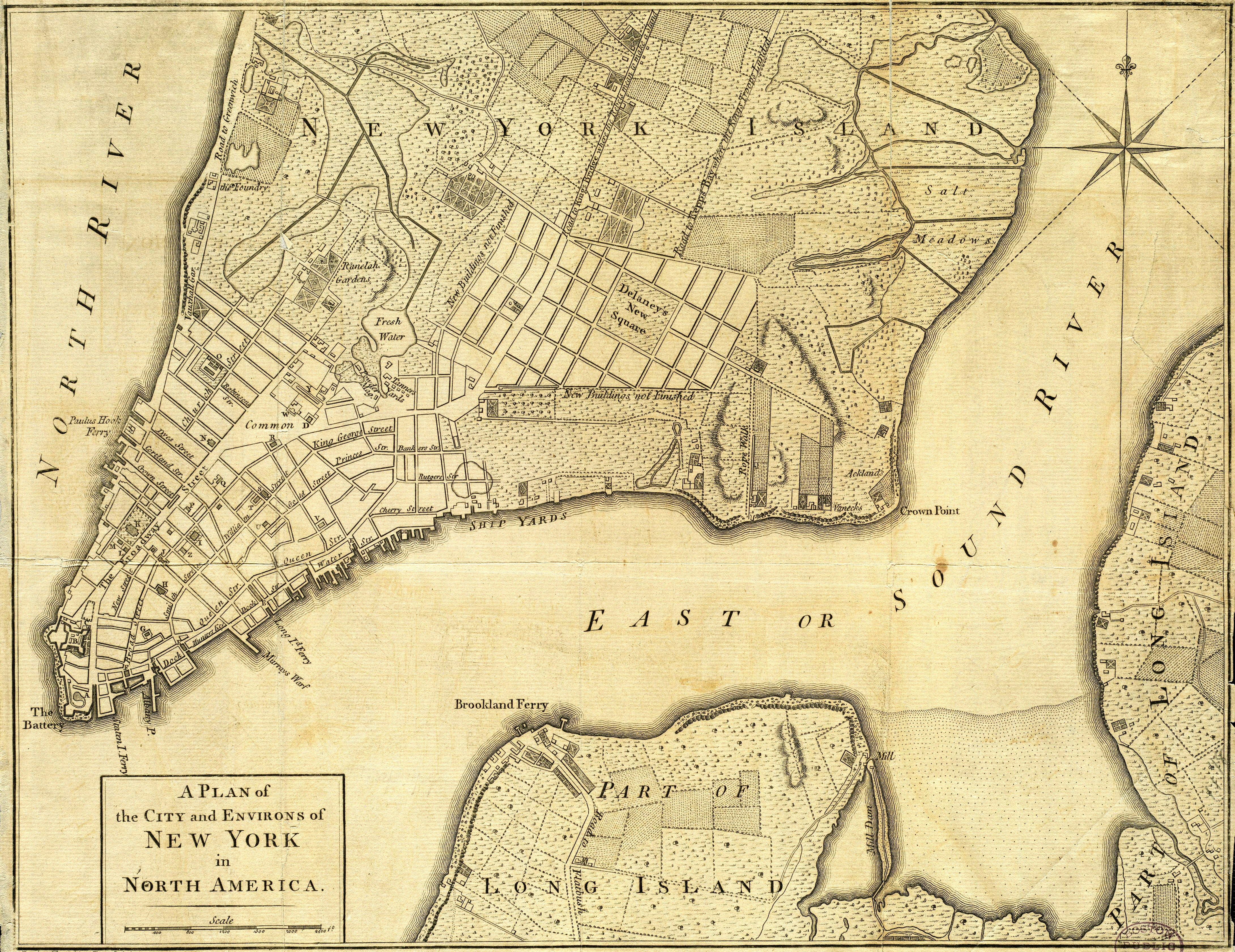
A 1776 map of New York and environs (labeled New York Island instead of Manhattan)

عندما اندلعت الحرب الثورية الأمريكية في ابريل 1776 كانت بالفعل نيويورك قد أصبحت مركزا للتجارة ولكنها لم تكن قوية سياسيا بعد. وكانت مسيطرة على المحاماة والقضاء في جزيرة منهاتن. وفي هذا الحريق أصيب حوالى 25000 ساكنا. وقبل أن تبدأ الحرب في مقاطعة نيويورك حدث انشقاق سياسى من قبل المنظمات الوطنية النشطة والفعالة. وكان لدى المجلس الاستعمارى ولاء قوى للموالى وبعد التحسين الاحتلالى، سيطر الوطنيون على المدينة وبدأوا القبض على الموالى وترحيلهم. وفي أوائل صيف 1776 عندما كانت الحرب في أوائل مراحلها. الجنرال البريطانى (ويليام هوا) بدأ في حملة لبسط سيطرتة على المدينة وقام بهجوم ناجح في الجزيرة الرئيسية. وفي اواخر أغسطس تم مساعدتة بواسطة قوات بحرية تحت قيادة اخية الادميرال (لورد ريتشارد هوا). واشار الجنرال الأمريكي (جورج واشنجتون) إلى حتمية وقوع نيويورك تحت الاسر وانسحب عدد كببير من جيشة وتراجعوا.16 كيلومتر شمال مرتفعات هارليم. أيد عديد من الناس بالإضافة للجنرال (ناثانال جيرنى) والأمريكي (جون جوى) حرق المدينة لينكروا فوائدها للبريطانيين. ووضع (واشنجتون)هذا السؤال من قبل الكونغرس الثاني القارى الذي يرفض فكرة انة«ينبغى في أي حدث ن لا يحدثاى تدمير» وفي 15 سبتمبر1776 استقرت القوات البريطانية تحت قيادة الجنرال هوا في منهاتن، وفي صبيحة اليوم التالي اتجهت بعض القوات البريطانية إلى هارليم؛ ولذا اصطدم الجيشان مرة أخرى عندما اتجة الآخرين إلى داخل المدينة. وقد تسلح المدنيين جيدا قبل ان يصل الاسطول البريطانى للميناء وقد وصلوا فبراير السابق لأول وصول للجيش القارى في المدينة وحرض بعض الناس للاستسلام والمغادرة. كانت تتضمن الموالى الذين كان لديهم اهداف محددة عن طريق الجيشوبعض الوطنيين والاحتلال للجزيرة ساهم في الإسراع في ترك المدينة أثناء اقامة الجيش القارى في المدينة.
الكثيرهاجروا المبانى التي كانت مناسبة لاستخدام الجيش وعندما وصل البريطانيين للمدينة اغلقت الطاولات والملكيات الوطنية الحكومية كانت تحت تسخير الجيش البريطانى لاستخدامها وبالرغم من هذا الإسكان والمطالب الأخرى للاحتلال العسكرى بشكل ملحوظ ارهقت المدينة وامكانية البناء.

## الحريق
وفي الساعات المبكرة من الواحد والعشرين في سبتمبر1776 اندلع الحريق في المدينة وفقا لشاهد عيان لحساب (جون جوسيف هنرى) سارق اللؤلؤالأمريكي بالخارج وبدأ بالقتال (كوكس تافرن) بالقرب من التل الأبيض وضعفت بسبب الجوالجاف والرياح القوية واللهيب انتشر شمالا وجنوبا بسرعة رهيبة وبأحكام بين المنازل والشركات والسكان انتشروا في الشوارع وانقذوا ما استطاعوا من ممتلكاتهم ووجدوا ملجأ في المدينة الخشبية الصغيرة (سيتى هال بارك اليوم) والحريق عبر طريق خارجى قريبا شارع بافارى وبعد ذلك كان احرق معظم المدينة بين الطريق الخارجى ونهر هدسون
فقد بدأ في الساعات الأولى من النهار وانتهى على الأكثر بسبب تغير حركة الرياح في المدينة والبحرية البريطانية وفقا لما قالة هنرى (الإسعاف فيالاحداث)وهو ربما توقف بقرابة ملكية الملك الخاصة بالتحديد في الشمال وانتهى الحريق بذلك ودمر المنطقة والعدد الكلى للمبانى التي تم تدميرها غير معروف ولكنها قرابة من 400الى1000مبنى بنسبى ة من 10%إلى 25%من 4000مبنى وبين المبانى التي تم تدميرها كانت كنيسة تربنى تى وشارع سيرفايد بولز
- شكوك: جنرال هوا ارسل إلى لندن ليبلغهم بأن الحريق كان محكم ومدبر بأخلاص وفقا ل«معظم الاحداث تم افتعالها بواسطة عدد من المستأجرين لحرق المدينة».

رويال جوقر نور ويليام حاول توضيح مسؤليتهم لوشنج تون بكتابة"ظروف كثيرة قادت لتخمين ان السيد واشنج تون كان على انفراد مع هؤلاء المجرمين الأوغاد وقد ظهر ان بعض من ضباط جيشة كانوا مخفيين ومحجوبين في المدينة والكثير من الأمريكين افترض وان الحريق كان من عمل مجرمين مستأجرين لحرق الممتلكات عمدا.(جون جوسيف)سجل اعداد من المرافئ
الصغيرة عائدة إلى بيرل بعد المشاجرة بين الرجال الذين تم القبض عليهم لاشعال المنازل وبعض الأمريكيين اتهموا البريطانيين بأشعال النار لذلك المدينة ربما تم سلبها ونهبها (هيسيان ماجور)قام بتدوين ان بعض من الذين كانوا اوقدوا الشجار خططوا لبيع انفسهم لمن يسلبون في الحرب المنازل الأخرى القريبة والتي لم يتم احراقها وكتب جورج واشنجتون لجون هانكوك في 22 سبتمبر لتحديد انكارة المعرفة باسباب الحريق في خطاب لأبن عمة لوند واشنجتون وكتب ان الامدام أو بعض التابعين الأمناء فعل الكثير من اجلنا أكثر من وقوفنا مع انفسنا ووفقا للمؤرخ (بارينت سيكتر) "لايوجد اتهام واضح في جريمة احراق الممتلكات عمدا لصمود المراقبة والدلائل الظروفية القوية في خدمة نظريات جريمة احراق الممتلكات عمدا في حقيقة ان الحريق ظهر وبدأ في اماكن عديدة، على كل حال، الاعداد أوضحت ان اشعال نيران المدافع من الاسطح الخشبية على حصى الشاطئ نشرت الحريق وأحد المدونيين كتب ان نيران المدافع كانت مربوطة ومتصلة بعدد من المنازل وعن المدافع تم حمل النيران عن طريق الرياح لبعض المسافات والبريطانيين استجبوا وحققوا مع أكثر من 200 مما يظنوهم متهمين ولكن بدون نتيجة لكن ربما اتفاقا بالمصادفة.
(ناثان هايل) قبطان أمريكي انشغل بتجسس لحساب واشنجتون وقبض علية في الملكات في يوم بدأ الحريق، وهناك اشاعات توصلة بالحرائق التي لم تتضخم وليس هناك دليل على أنه تم القبض علية ا وفي النهاية تم اعدمة شنقا للجاسوسية

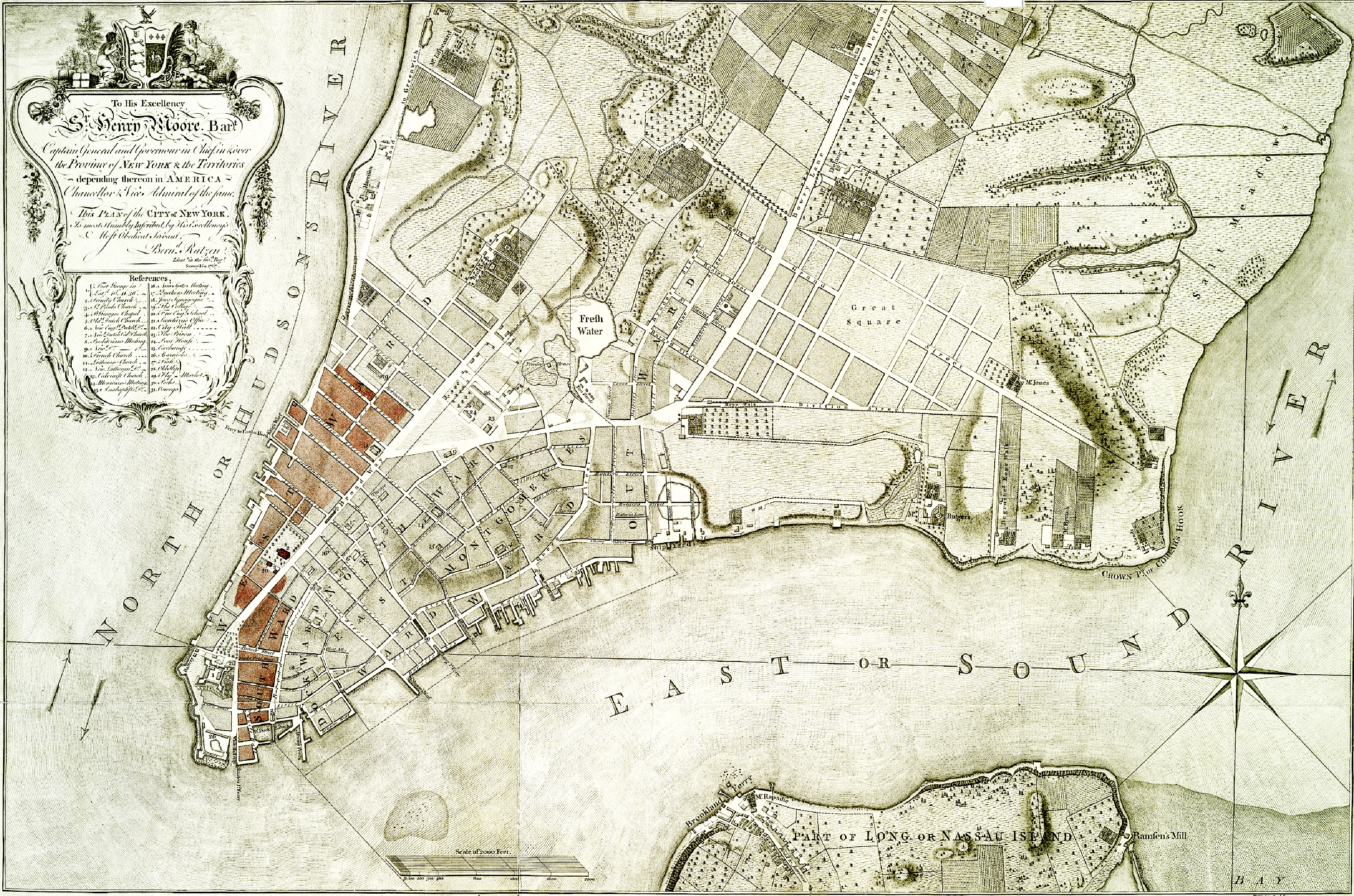
This 1776 map has contemporary markings in red depicting the area damaged by the fire

## تأثير الاحتلال البريطانى
الجنرال جيمس ريبرتسون صادرما نجى من المنازل الغير مسكونة لوطنيين معروفين وخصصهم للضباط البريطانيين والكنائس (غير كنائس الولاية مثل كنيسة إنجلترا)ومن يغيروا دينهم يتم القائهم في السجناو المستشفيات اوالثكنات. وواحد من الجنود المعروفين أعلن للجمهور (العائلات المدنية) بأنة كان هناك تدفق كبير للزوار في الملاجئ السياسية في المدينة وانتج على الابعد ازدحام أكثر وكثير من هذة التحويلات في المخيميين في نواحى المدينة داخل خيم قذرة والحريق اقنع البريطانيين بوضع المدينة تحت حكم مزدوج بدل من تحويلها للسلطات المدنية والجريمة والتصريف الضعيف للمجارى كانا من المشكلات الملحة في وقت الاحتلال والتي لم يتم التخلص منها حتى تم اخلاء المدينة في نوفمبر 1783